# Kanton uńsko-sański
Kanton uńsko-sański (bośn. Unsko-sanski kanton) – kanton w Bośni i Hercegowinie, w Federacji Bośni i Hercegowiny. Jego stolicą jest Bihać. W 2013 roku liczył 273 261 mieszkańców, a w 2019 roku 267 874 mieszkańców. Jego powierzchnia wynosi 4125 km².

## Położenie
Kanton leży w północno-zachodniej części kraju. Od zachodu i północy graniczy z Chorwacją.

## Skład etniczny
- Bośniacy – 286 989 (94,3%)
- Serbowie – 10 343 (3,4%)
- Chorwaci – 5 596 (1,8%)
- inni 1 253 (0,4%)[potrzebny przypis]

## Podział administracyjny
Kanton uńsko-sański dzieli się na następujące jednostki administracyjne:
- Miasto Bihać
- Miasto Cazin
- Gmina Bosanska Krupa
- Gmina Bosanski Petrovac
- Gmina Bužim
- Gmina Ključ
- Gmina Sanski Most
- Gmina Velika Kladuša